# Carry You Home
Carry You Home är en låt av den svenska sångerskan Zara Larsson, utgiven på hennes debutalbum 1. Låten nådde som bäst tredje plats på Sverigetopplistan och certifierades med 2× platina i Sverige.

## Listplaceringar
| Lista (2014) | Topplacering |
| ------------ | ------------ |
| Sverige      | 3            |